# 수남구역
수남구역(水南區域)은 조선민주주의인민공화국 함경북도 청진시의 7구역의 하나로 시의 동쪽에 위치한다. 인구는 2008년 기준으로 82,765명이다.

## 역사
- 1960년 - 청진시의 수남동, 어항동, 말음동, 신향동, 추평동이 합쳐져 수남구역이 설치되었다. 이 때 수남동의 일부가 분리되어 청남동이 신설되었다.
- 1963년 - 청진직할시 수남구역
- 1970년 - 함경북도 청진시 수남구역
- 1977년 - 청진직할시 수남구역
- 1985년 - 함경북도 청진시 수남구역

## 행정 구역
9동으로 구성된다.
- 동 - 말음1동(末陰一洞), 말음2동(末陰二洞), 수남1동(水南一洞), 수남2동(水南二洞), 신향동(新鄕洞), 어항동(漁港洞), 청남동(靑南洞), 추목동(楸木洞), 추평동(楸坪洞)